# Räihänsaari (ö i Kannonkoski)
Räihänsaari är en ö i Finland. Den ligger i sjön Kannonselkä och i kommunen Kannonkoski i den ekonomiska regionen  Saarijärvi-Viitasaari och landskapet Mellersta Finland, i den centrala delen av landet, 300 km norr om huvudstaden Helsingfors. Öns area är 11,3 hektar och dess största längd är 0,5 kilometer i nord-sydlig riktning.